# شهرداری برانه
شهرداری برانه (به لاتین: Berane Municipality) یک منطقهٔ مسکونی در مونته‌نگرو است. شهرداری برانه ۵۴۴ کیلومتر مربع مساحت و ۱۱٬۰۷۳ نفر جمعیت دارد.